# Наталуха, Владимир Яковлевич
Влади́мир Я́ковлевич Наталу́ха (18 марта 1936, Луганск) — советский гребец-байдарочник, выступал за сборную СССР в первой половине 1960-х годов. Участник летних Олимпийских игр в Риме, серебряный призёр чемпионатов Европы и мира, четырёхкратный чемпион всесоюзного первенства, победитель регат республиканского и международного значения. На соревнованиях представлял спортивное общество «Динамо», заслуженный мастер спорта.

## Биография
Владимир Наталуха родился 18 марта 1936 года в Луганске, Украинская ССР. Активно заниматься греблей начал в раннем детстве, проходил подготовку в киевской команде добровольного спортивного общества «Динамо». Первого серьёзного успеха добился в 1960 году, когда с одноместной байдаркой завоевал на всесоюзном первенстве золотую медаль в эстафете и серебряную в гонке на 1000 метров. Благодаря череде удачных выступлений удостоился права защищать честь страны на летних Олимпийских играх в Риме — участвовал в программе эстафеты, вместе с командой, куда также вошли гребцы Игорь Писарев, Фёдор Ляховский и Анатолий Кононенко, показал в финале пятое время.
После римской Олимпиады Наталуха остался в основном составе советской национальной сборной и продолжил принимать участие в крупнейших международных соревнованиях. В 1961 году был лучшим в Советском Союзе среди байдарок-двоек на километровой дистанции, год спустя выиграл эстафету и взял серебро среди одиночек на дистанции 500 метров. Ещё через год вновь добился звания чемпиона среди двухместных экипажей на тысяче метров. Представлял страну на чемпионате мира в югославском городе Яйце, который также шёл в зачёт первенства Европы, и получил в эстафете серебряную награду, уступив лидерство румынской команде. Вскоре после этих соревнований принял решение завершить карьеру спортсмена. За выдающиеся спортивные достижения удостоен почётного звания «Заслуженный мастер спорта СССР».